# La Guerre des salamandres
 (mai 2016).
Si vous disposez d'ouvrages ou d'articles de référence ou si vous connaissez des sites web de qualité traitant du thème abordé ici, merci de compléter l'article en donnant les références utiles à sa vérifiabilité et en les liant à la section « Notes et références ».
La Guerre des salamandres (titre original tchèque : Válka s Mloky) est un roman satirique, entre science-fiction et politique-fiction, publié en 1936 par l'écrivain tchèque Karel Čapek, dans le contexte de la montée du régime nazi et la tension de l'entre-deux-guerres.
Le roman raconte l'avènement puis la prise de pouvoir totalitaire par des salamandres marines géantes.
L'écrivain français Robert Merle a cité ce livre de Čapek comme sa principale source d'inspiration pour son roman Un animal doué de raison publié en 1967.

## Personnages

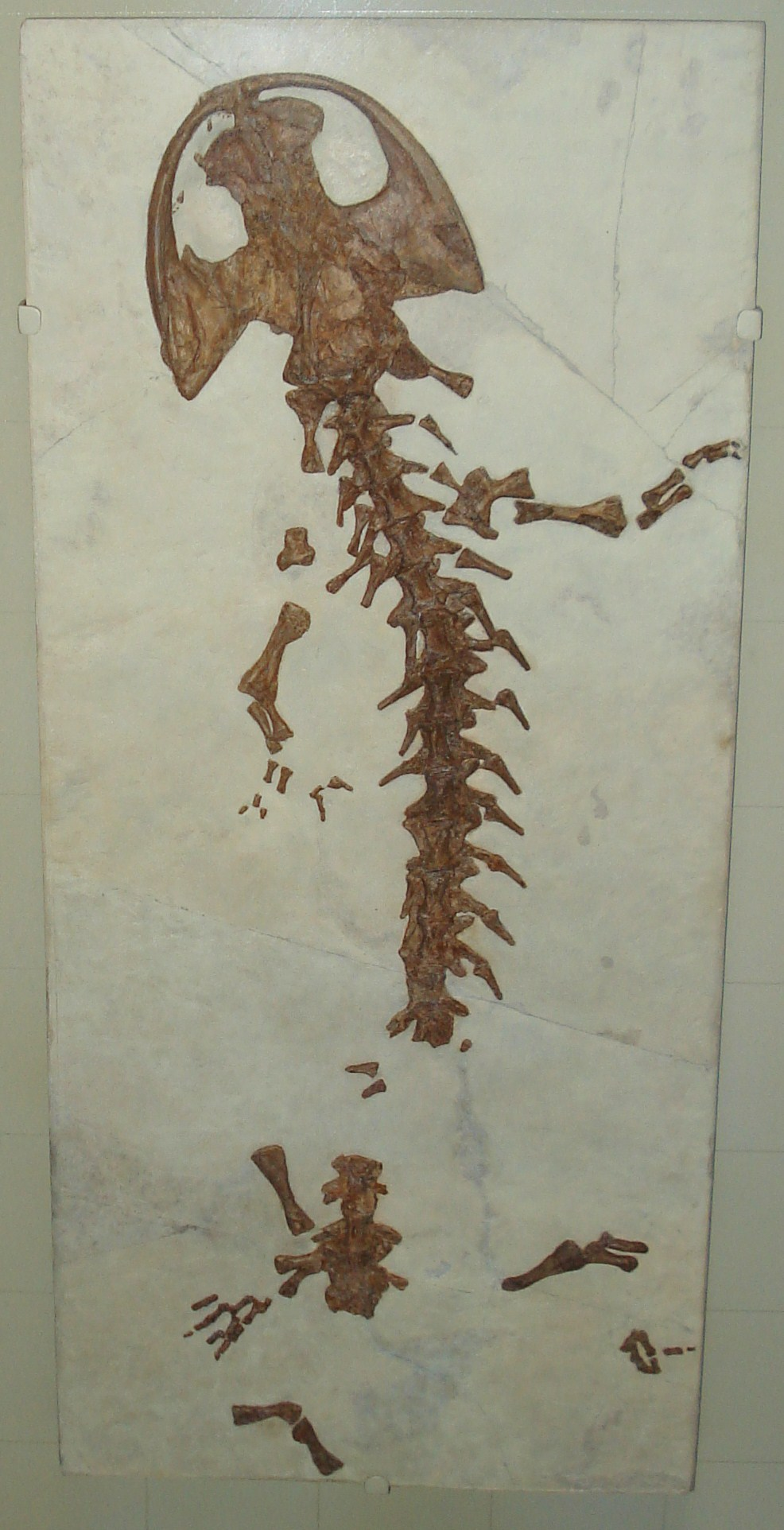
Andrias scheuchzeri, qui est l'inspiration des salamandres de Čapek

- Andrias scheuchzeri, qui est l'inspiration des salamandres de ČapekLes salamandres : elles constituent le thème principal du roman, bien que l'on ne connaisse très peu leurs intérêts. Quelques salamandres sont nommées, mais toujours par les humains, à l'exception de Boleslav Jablonsky.

- Van Toch : marin au rude langage, amateur de boissons fortes et de tabac corsé, il commande un cargo voué au tramping dans les Mers du sud. Il découvre les salamandres sauvages dans le lagon d'une île perdue au large de Sumatra.
- G.H. Bondy : juif praguois qui est à la tête d'un gigantesque consortium commercial, financier et industriel.
- M. Povondra : le majordome de M. Bondy. Selon un auteur métadiégétique, Povondra sert de voix de l'auteur.

## Résumé
Le capitaine Van Toch découvre d'étranges créatures marines semblables aux salamandres sur l'île de Tana Masa, dans l'océan Pacifique. Il commence alors un système d’échange : Van Toch fournit des couteaux pour tuer les requins qui déciment les salamandres et les salamandres trouvent des perles. Van Toch invite une riche connaissance, GH Bondy, à investir dans le transport des salamandres entre différentes îles, pour récolter des perles sur d’autres îles. Après la mort de Van Toch, la compagnie de Bondy abandonne le marché des perles pour plutôt vendre les salamandres comme main d’œuvre et vendre des outils adaptés. Les salamandres semblent évoluer rapidement, pour finalement menacer les humains, en voulant détruire les continents pour créer plus de territoires sous-marins. Les humains sont encouragés à céder eux-mêmes les territoires, sous les demandes de Chief Salamandre. Les humains refusent, déclenchant une guerre, que ceux-ci perdront rapidement. Le roman s’achève sur l’apparition d’une salamandre dans la rivière Vltava, menaçant le territoire de Povondra.
Dans le dernier chapitre, deux nouveaux personnages, l’auteur et sa conscience, discutent de la situation. Ils mentionnent entre autres la possibilité de la fin de l’espèce humaine, et que Chief Salamander est un homme.

## Thèmes évoqués, portée du livre
Ancré dans la géopolitique de son époque, celle de la course à l'abîme qui précède la Seconde Guerre mondiale et truffé de références aux nations et aux leaders de l'époque, ce roman dystopique n'en aborde pas moins des thèmes universels et intemporels : appât du gain, nationalisme, racisme, capitalisme, exploitation insensée de la nature, société du spectacle, mondialisation économique...
Peu diffusé à l'époque de sa parution, dû à la censure qui sévit sur les travaux de Čapek, il n'est traduit et publié en français par Claudia Ancelot qu'en 1960 chez les Éditeurs français réunis. Ces diverses circonstances ont pu faire oublier la dimension de conte philosophique de ce roman qui n'a pas atteint le statut de classique d'autres ouvrages dystopiques auxquels on l'a souvent comparé, notamment Le Meilleur des mondes d'Aldous Huxley, 1984 et La Ferme des animaux de George Orwell, Nous autres du russe Ievgueni Zamiatine. Son importance et son universalité, qui lui évite d'apparaître trop daté malgré ses racines géopolitiques , sont cependant jugées suffisantes pour justifier les rééditions régulières,.

## Diffusions et adaptations
En juillet 2018, le roman a été adapté au théâtre dans une mise en scène de Robin Renucci.
Depuis 2021, un opéra participatif de territoire nommée andrias scheuchzeri basé sur le roman est en cours de création jusqu'en 2025. Il s'agit d'une proposition artistique du plasticien et compositeur Renaud Porte. 